# Ендрю Еллікот Дуглас
Е́ндрю Е́ллікот Ду́глас  (англ. Andrew Ellicott Douglass; 5 липня 1867, Віндзор, Вермонт, США — 20 березня, 1962, Тусон, Аризона) — американський астроном і археолог, основоположник дендрохронології, методу визначення віку дерев'яних будівель за кількістю і характером кілець деревини. Відкрив залежність між деревними кільцями та циклами сонячної активності.
Дуглас заснував дисципліну дендрохронологія, що є методом датування деревини за річними деревними кільцями. Він почав відкриття в цій області в 1894 році, коли він працював у Ловеллівській обсерваторії поблизу Флаґстаффа (Аризона). У цей час він був помічником Персиваля Ловелла і Вільяма Генрі Пікеринґа, але мав незгоду з ними, коли його експерименти змусили його сумніватися щодо існування штучних «каналів» на Марсі і видимих гострих виступів на Венері.
На його честь названо кратер на Марсі та астероїд.